# Littore

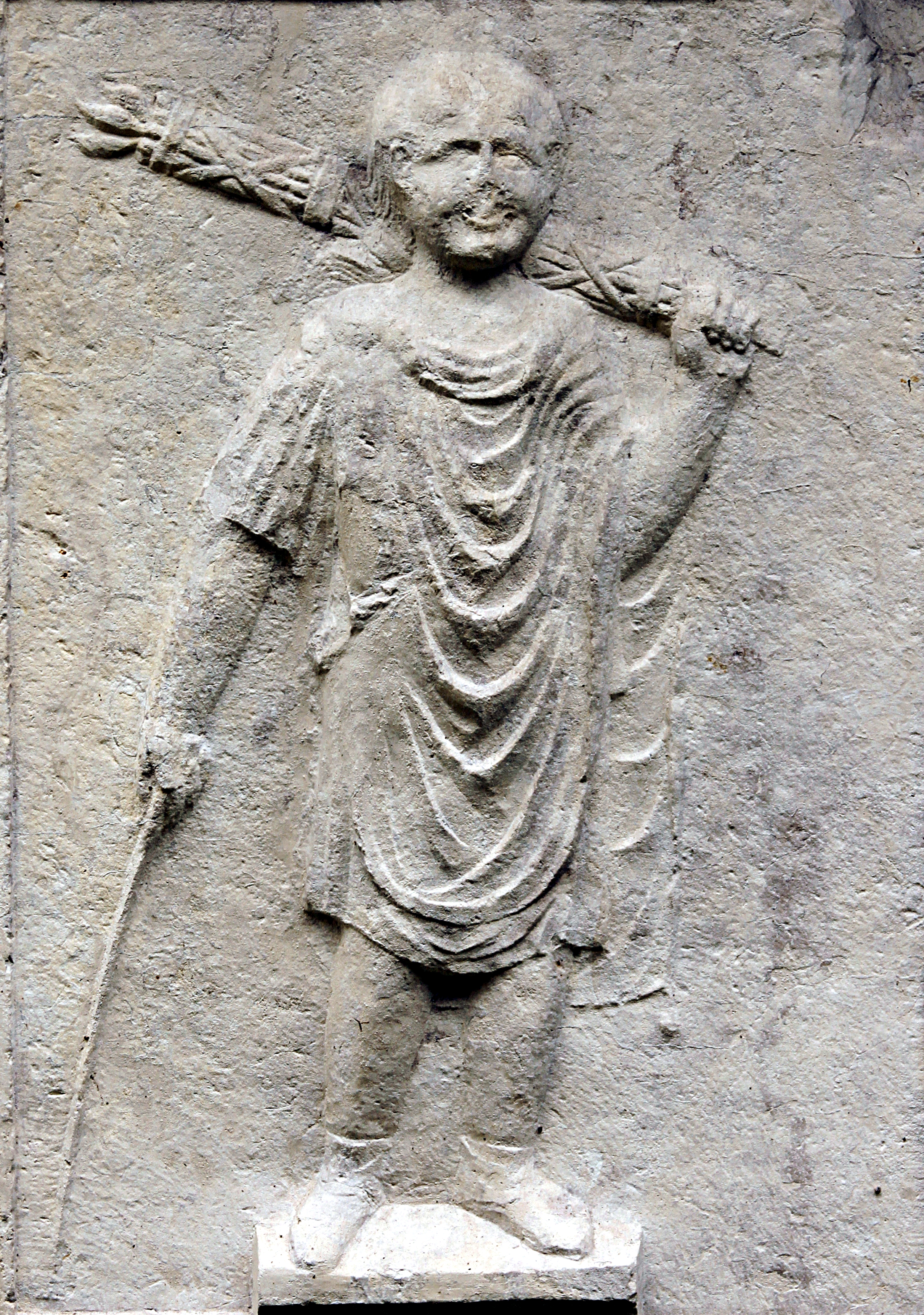
Antico littore romano che porta il fascio littorio.

I littori (dal latino lictores che deriverebbe dal verbo ligare, ovvero "legare"), istituiti secondo la tradizione al tempo di Romolo, camminavano davanti al rex (re di Roma) e lo proteggevano con dei bastoni. Avevano, inoltre, attorcigliate alla vita delle cinghie di cuoio, con le quali legavano tutti quelli che il sovrano avesse ordinato di catturare.

## Storia
Erano membri di una speciale classe di impiegati dello Stato dell'antica Roma che, sia in Età repubblicana sia in quella imperiale avevano il compito di proteggere i magistrati dotati di imperium. L'origine dei littori risale all'Età regia e veniva forse dagli etruschi secondo Tito Livio il quale riferisce: 
(Tito Livio, Ab Urbe condita libri, I, 8.)
All'inizio i littori erano scelti tra la plebe, anche se, per gran parte della storia di Roma, sembrano essere stati soprattutto liberti. Tuttavia, erano senza dubbio cittadini romani, dato che indossavano la toga dentro Roma. Dovevano essere forti e capaci di lavori fisici, erano esentati dal servizio militare, ricevevano un salario fisso di 600 sesterzi (agli inizi dell'Età imperiale) ed erano organizzati in una corporazione. Erano solitamente scelti dal magistrato che loro dovevano servire, ma è anche possibile che venissero estratti. I littori erano associati ai Comizi curiati e in origine erano probabilmente scelti uno per curia, dato che all'inizio erano in numero di 30 (come le curie): 24 per i due consoli e sei per il pretore.

## Funzioni

Il fascio era il simbolo del littore

La funzione principale dei littori era quella di proteggere il magistrato dotato di imperium, che ordinava loro l'esecuzione delle condanne a morte. Il littore portava con sé i fasces, che erano composti da 30 verghe e una scure (quest'ultima era tenuta nei fasci solo fuori dal pomerium, in quanto al suo interno nessuno poteva condannare a morte un cittadino romano, perché questi avrebbe potuto appellarsi al popolo; a ciò faceva eccezione la magistratura straordinaria del dittatore, che aveva pieno potere anche all'interno del pomerium). Le verghe invece potevano essere usate per percuotere i cittadini: questo era l'unico modo in cui la schiena di un romano poteva essere violata, dato che la persona del civis romanus era considerata sacra e non era ammessa la fustigazione. Sesto Pompeo Festo, lessicografo e grammatico romano del II secolo d.C., sintetizzando le funzioni dei littori del suo tempo le restringe alquanto e non menziona la scure:
Sono detti 'littori' perché portano fasci di verghe legate. Su ordine dei magistrati infliggono percosse ai delinquenti (Lictores dicuntur, quod fasces virgarum ligatos ferunt. Hi parentes magistratibus delinquentibus plagas ingerunt.)
I littori precedevano il magistrato ovunque andasse (nel foro, in casa, nel tempio o alle terme); erano schierati in una formazione ordinata davanti al magistrato, in cui il primus lictor occupava il primo posto, attendendo ordini. Se c'era una folla, i littori aprivano la strada e mantenevano al sicuro il protetto, tirando da parte tutti tranne le matrone romane, a cui erano attribuiti degli onori speciali. Essi avevano anche il compito di stare accanto al magistrato ogni volta che questi si rivolgeva alla folla. I magistrati potevano fare a meno dei propri littori se visitavano una città libera o si rivolgevano ad un magistrato di grado superiore. I littori avevano anche doveri giuridici e penali: se il loro magistrato lo avesse ordinato, avrebbero potuto arrestare e punire i cittadini romani. Ad una vestale veniva accordato un littore quando doveva recarsi ad una cerimonia pubblica.

## Numero
Il grado dell'imperium del magistrato era simboleggiato dal numero dei littori che lo scortavano:
- Imperatore: in origine 12 littori, dopo Domiziano 24[6][7].
- Dittatore: 24 littori fuori del Pomerio e 12 dentro. Questa norma non fu più rispettata a partire dalla dittatura di Silla.
- Console: 12 littori (quanti l'antico Rex).
- Proconsole: 11 littori.
- Magister equitum: 6 littori.
- Pretore: 6 littori, 2 dentro il Pomerio.
- Propretore: 5 littori.
- Edile curule: 2 littori.
- Questore: 1 littore.

A volte, in occasione di funerali o riunioni politiche, i littori potevano essere assegnati a privati cittadini come segno di rispetto da parte della città.

## Littore curiato
Uno speciale tipo di littore era il littore curiato, che non portava i fasces e aveva compiti religiosi. Erano circa 30 ed erano al comando del Pontefice Massimo con il compito di scortare gli animali agli altari in occasione dei sacrifici. Anche le Vergini Vestali e i flamines erano scortati e protetti da un littore curiale. E due littori curiati scortavano anche le donne della famiglia imperiale. Avevano anche il compito di convocare i Comitia Curiata e di mantenere l'ordine durante le loro procedure di votazione.